# 6-й Дачно-Мещерский проезд
6-й Да́чно-Меще́рский прое́зд — улица, расположенная в Западном административном округе города Москвы на территории района Солнцево.

## История
До 1962 года носил название Михалковский проспект по расположенной поблизости деревне Михалково.

## Расположение
Проезд расположен в посёлке Мещёрский, который вошёл в состав Москвы в 1984 году. Начинается от Княжеской улицы и проходит до 1-го Дачно-Мещерского проезда, пересекая реку Натошенка.

## Транспорт

### Автобус
| Sk3: | Солнечная • Говорово • Мещерская • Сколково (ТМК) |

«→» — остановки проходятся только при движении в прямом направлении; «←» — остановки проходятся только при движении в обратном направлении.

### Метро
- Станция метро «Говорово» Солнцевской линии.

### Железнодорожный транспорт
- Платформа «Мещерская».